# Magaly Acevedo
Magaly Acevedo Escárate (Santiago de Chile, 20 de marzo de 1953) es una cantante, ex-vedette y política chilena. Entre 2008 y 2021 se desempeñó como concejala por la comuna de Cerro Navia, en la Región Metropolitana de Santiago. 

## Vida artística
Ha participado en numerosos programas de la televisión chilena, siendo el más conocido el Festival de la Una. También fue una de las vedettes más conocidas de la época del Bim Bam Bum, donde consolidó su carrera como cantante, llegando a ser conocida como la reina del merengue, la cumbia y el tropical. Fue pareja del actor Alejandro Cohen y posteriormente, de Carlos Alfredo Ayala, con quien tuvieron una hija, llamada Zafiro.
En un otrora recordado y simpático concurso bohemio organizado por Guillermo Zurita B., Magaly fue elegida como Miss Tetitas, en reconocimiento a lo voluptuoso de sus pechos.

## Vida política
Desde 2008, Acevedo ejerce como concejal de la comuna de Cerro Navia en Santiago de Chile, habiendo sido elegida con la primera mayoría (11,21% de los votos) en esa comuna, en lista de la coalición de partidos de derecha y centroderecha actualmente denominada Chile Vamos. 
Tras su renuncia al partido Renovación Nacional (RN), en agosto del 2019 la concejala de Cerro Navia, Magaly Acevedo, se une al partido Evolución Política (Evópoli). 
En enero de 2021, Acevedo fue nominada como candidata de Chile Vamos para la alcaldía de Cerro Navia, como militante de Evolución Política, no resultando electa en las elecciones de mayo de ese año.

## Historial electoral

### Elecciones municipales de 2008
- Elecciones municipales de 2008, para el Concejo Municipal de Cerro Navia [1]

| Candidato                   | Pacto                    | Partido | Votos | %     | Resultado |
| --------------------------- | ------------------------ | ------- | ----- | ----- | --------- |
| Magaly Acevedo Escarate     | Alianza                  | RN      | 6973  | 11,21 | Concejala |
| Mauro Elías Tamayo Rozas    | Juntos Podemos Más       | PCCh    | 5268  | 8,47  | Concejal  |
| Andrés Márquez Bugueño      | Concertación Progresista | PPD     | 4524  | 7,27  | Concejal  |
| René Solano Valdés          | Alianza                  | UDI     | 3073  | 4,94  | Concejal  |
| Emilio Corvalán Rojas       | Alianza                  | RN      | 2718  | 4,37  | Concejal  |
| Isabel Ximena Matus Garrido | Chile Limpio. Vote Feliz | PRI     | 1996  | 3,21  | Concejala |
| Evangelina Cid Ferreira     | Concertación Democrática | DC      | 1549  | 2,49  | Concejala |
| Jorge Durán Espinoza        | Concertación Progresista | IND     | 1305  | 2,10  | Concejal  |
| Votos en blanco             |                          |         | 3846  | 6,18  |           |
| Votos nulos                 |                          |         | 7108  | 11,43 |           |

(Se muestran los candidatos electos más los votos nulos y en blanco, omitiendo los 32 candidatos que no fueron electos)

### Elecciones municipales de 2012
- Elecciones municipales de 2012, para el Concejo Municipal de Cerro Navia[2][3]

| Candidato                | Pacto                    | Partido | Votos | %    | Resultado |
| ------------------------ | ------------------------ | ------- | ----- | ---- | --------- |
| Magaly Acevedo Escárate  | Coalición                | RN      | 4.152 | 8,79 | Concejala |
| Jorge Durán Espinoza     | Coalición                | RN      | 3695  | 7,82 | Concejal  |
| Judith Rodríguez Lazcano | Por un Chile Justo       | PCCh    | 2.086 | 4,42 | Concejala |
| Nicolás Camus Lavín      | Por un Chile Justo       | PPD     | 2.018 | 4,27 | Concejal  |
| René Solano Valdés       | Coalición                | UDI     | 1928  | 4,08 | Concejal  |
| Emilio Corvalán Rojas    | Coalición                | RN      | 1909  | 4,04 | Concejal  |
| Luis Molina Gaete        | Por un Chile Justo       | ILE     | 1.851 | 3,92 | Concejal  |
| Evangelina Cid Ferreira  | Concertación Democrática | PDC     | 1823  | 3,86 | Concejala |
| Votos en blanco          |                          |         | 2034  | 4,31 |           |
| Votos nulos              |                          |         | 2564  | 5,43 |           |

(Se muestran los candidatos electos más los votos nulos y en blanco, omitiendo los  32 candidatos que no fueron electos)

### Elecciones municipales de 2021
- Elecciones municipales de 2021 para la alcaldía de Cerro Navia

| Candidato               | Pacto         | Partido | Votos  | %      | Resultado |
| ----------------------- | ------------- | ------- | ------ | ------ | --------- |
| Mauro Tamayo Rozas      | Independiente | Ind.    | 33 478 | 75,71  | Alcalde   |
| Magaly Acevedo Escárate | Chile Vamos   | EVOP    | 6 212  | 14,05  |           |
| Iris Morales Olivares   | Independiente | Ind.    | 4 527  | 10,24% |           |